# Vinko Polončič
Vinko Polončič (* 13. Juli 1957 in Ljubljana) ist ein ehemaliger jugoslawischer Radrennfahrer und Sportlicher Leiter.

## Sportliche Laufbahn
Polončič stammt aus dem slowenischen Teil des Landes. Er war Teilnehmer der Olympischen Sommerspiele 1980 in Moskau. Im olympischen Straßenrennen schied er aus. Im Mannschaftszeitfahren belegte er mit Bruno Bulić, Bojan Ropret und Bojan Udovič den 8. Platz.
1978 wurde er Vize-Meister im Straßenrennen hinter Bruno Bulić. 1979 wurde er Dritter beim Sieg von Bojan Ropret. Der Sieg in der Jadranska Magistrala 1980 (Istrian Spring Trophy) war für ihn der erste Erfolg in einem Etappenrennen. Im Mannschaftszeitfahren der Balkanmeisterschaften 1981 gewann er die Goldmedaille. 1981 kam er als Dritter auf das Podium der Jugoslawien-Rundfahrt, 1982 wurde er Zweiter der Rundfahrt. An der Internationalen Friedensfahrt nahm er 1981 teil und beendete das Rennen auf dem 53. Platz. Als Amateur startete er für den Verein K.D. Rog Ljubljana.
1983 wurde er Berufsfahrer im italienischen Radsportteam Malvor-Bottecchia und fuhr auch die Saison 1984 als Profi. 1983 wurde er Dritter im Giro di Puglia und 34. in der Tour de Suisse.
Polončič bestritt zweimal den Giro d’Italia. 1983 wurde er 72. und 1984 76. des Endklassements.

## Berufliches
Nach seiner aktiven Laufbahn wurde Polončič 2010 Sportlicher Leiter im Radsportteam Meridiana Kamen.